# Giải bóng đá hạng nhì quốc gia Cộng hòa Síp 1981–82
Giải bóng đá hạng nhì quốc gia Cộng hòa Síp 1981–82 là mùa giải thứ 27 của bóng đá hạng nhì Cộng hòa Síp. Alki Larnaca FC giành danh hiệu thứ 2.

## Thể thức thi đấu
Có 14 đội tham gia Giải bóng đá hạng nhì quốc gia Cộng hòa Síp 1981–82. Tất cả các đội đều thi đấu 2 trận, một trân sân nhà và một trận sân khách. Đội nhiều điểm nhất sẽ lên ngôi vô địch. Hai đội đầu bảng xuống hạng Giải bóng đá hạng nhất quốc gia Cộng hòa Síp 1982–83. Hai đội cuối bảng xuống hạng Giải bóng đá hạng ba quốc gia Cộng hòa Síp 1982–83.

### Hệ thống điểm
Các đội bóng nhận được 2 điểm cho một trận thắng, 1 điểm cho một trận hòa và 0 điểm cho một trận thua.

## Thay đổi so với mùa giải trước
Các đội thăng hạng Giải bóng đá hạng nhất quốc gia Cộng hòa Síp 1981–82
- Evagoras Paphos
- APOP Paphos FC

Các đội xuống hạng từ Giải bóng đá hạng nhất quốc gia Cộng hòa Síp 1980–81
- Alki Larnaca FC
- Aris Limassol FC

Các đội thăng hạng từ Giải bóng đá hạng ba quốc gia Cộng hòa Síp 1980–81
- Kentro Neotitas Maroniton
- Apollon Lympion

Các đội xuống hạng Giải bóng đá hạng ba quốc gia Cộng hòa Síp 1981–82
- Iraklis Gerolakkou
- Neos Aionas Trikomou

## Bảng xếp hạng
| Vị thứ | Đội                        | St. | T. | H. | B. | BT. | BB. | BT. | Đ. | Ghi chú                                                                  |
| ------ | -------------------------- | --- | -- | -- | -- | --- | --- | --- | -- | ------------------------------------------------------------------------ |
| 1      | Alki Larnaca FC            | 26  |    |    |    | 72  | 15  | +57 | 50 | Vô địch-thăng hạng Giải bóng đá hạng nhất quốc gia Cộng hòa Síp 1982–83. |
| 2      | Aris Limassol FC           | 26  |    |    |    | 88  | 22  | +66 | 45 | Thăng hạng Giải bóng đá hạng nhất quốc gia Cộng hòa Síp 1982–83.         |
| 3      | Ethnikos Achna FC          | 26  |    |    |    | 48  | 31  | +17 | 35 |                                                                          |
| 4      | Kentro Neotitas Maroniton  | 26  |    |    |    | 44  | 37  | +7  | 31 |                                                                          |
| 5      | Orfeas Nicosia             | 26  |    |    |    | 26  | 31  | -5  | 24 |                                                                          |
| 6      | Apollon Lympion            | 26  |    |    |    | 28  | 34  | -6  | 24 |                                                                          |
| 7      | Othellos Athienou FC       | 26  |    |    |    | 24  | 31  | -7  | 24 |                                                                          |
| 8      | Ermis Aradippou FC         | 26  |    |    |    | 34  | 47  | -13 | 23 |                                                                          |
| 9      | Chalkanoras Idaliou        | 26  |    |    |    | 29  | 38  | -9  | 21 |                                                                          |
| 10     | AEM Morphou                | 26  |    |    |    | 16  | 38  | -22 | 20 |                                                                          |
| 11     | PAEEK FC                   | 26  |    |    |    | 21  | 32  | -11 | 19 |                                                                          |
| 12     | Adonis Idaliou             | 26  |    |    |    | 23  | 45  | -22 | 19 |                                                                          |
| 13     | Akritas Chlorakas          | 26  |    |    |    | 27  | 51  | -24 | 19 | Xuống hạng Giải bóng đá hạng ba quốc gia Cộng hòa Síp 1982–83.           |
| 14     | Digenis Akritas Morphou FC | 26  |    |    |    | 22  | 52  | -30 | 10 | Xuống hạng Giải bóng đá hạng ba quốc gia Cộng hòa Síp 1982–83.           |

Hệ thống điểm: Thắng=2 điểm, Hòa=1 điểm, Thua=0 điểm
Quy tắc xếp hạng: 1) Điểm, 2) Hiệu số, 3) Bàn thắng